# Softwin
SOFTWIN – producent oprogramowania antywirusowego Bitdefender. Zajmuje się dostarczaniem rozwiązań z zakresu bezpieczeństwa danych, portali, eContent i CRM. Firma ta została nagrodzona za innowacyjne rozwiązania przez Europan Commission and Academy.